# Jens Gieseke (político)
Jens Gieseke (18 de maio de 1971) é um político alemão e membro do Parlamento Europeu pela Alemanha. Ele é membro da União Democrata-Cristã, parte do Partido Popular Europeu.

Para além das suas atribuições na comissão, Gieseke é membro do Intergrupo do Parlamento Europeu para a Agenda Digital e do grupo dos Membros do Parlamento Europeu Contra o Cancro.